# Eunicella granulata
Eunicella granulata is een zachte koraalsoort uit de familie Gorgoniidae. De koraalsoort komt uit het geslacht Eunicella. Eunicella granulata werd in 1992 voor het eerst wetenschappelijk beschreven door Grasshoff. 